# Magda Gál
Magda Gál, (som gift Hazi), född 1909 i Szeged i Österrike-Ungern, död 1990 i Bethesda, Maryland, var en ungersk bordtennisspelare.

## Biografi
Magda Gál föddes i Szeged som dotter i en bankirsfamilj. Från 1929 till 1938 var hon nominerad till alla tio världsmästerskapen. Hon spelade sitt första VM 1929 och 1938, 10 år senare, sitt 10:e och sista. Under sin karriär tog hon 20 medaljer i bordtennis-VM, 8 silver och 12 brons. År 1937 gifte hon sig med den ungerske bordtennisspelaren Tibor Házi (1912–1999). I mars 1939 emigrerade paret till USA, av rädsla för förföljelse i Europa på grund av hans judiska bakgrund. Under en rundtur i flera amerikanska städer visade de upp sina färdigheter i uppvisningsmatcher. I november 1941 blev de amerikanska medborgare. De återvände inte till Ungern även efter Andra världskriget. De bodde i Bethesda, Maryland. År 1942 avslutade hon sin aktiva karriär. Hon avled 1990, 83 år gammal och Házi avled 1999.

## Meriter
- Bordtennis VM
  - 1929 i Budapest
    - 3:e plats singel
    - 3:e plats dubbel med Ilona Zador
    - 2:a plats mixed dubbel med László Bellák

  - 1930 i Berlin
    - 2:a plats dubbel med Marta Komaromi
    - 3:e plats mixed dubbel med Sándor Glancz

  - 1931 i Budapest
    - 3:e plats singel
    - 2:a plats dubbel med Lili Tiszai-Tenner
    - 3:e plats mixed dubbel med Sándor Glancz

  - 1932 i Prag 
    - 3:e plats singel
    - 3:e plats dubbel med Anita Felguth-Denker
    - 3:e plats mixed dubbel med Jaroslav Jilek

  - 1933 i Baden
    - 3:e plats singel
    - 2:a plats dubbel med Emiline Racz
    - 2:a plats mixed dubbel med Sándor Glancz

  - 1934 i Paris
    - 3:e plats singel
    - 3:e plats dubbel med Hilde Bussmann
    - 2:a plats med det ungerska laget

  - 1935 i London
    - 2:a plats singel
    - 2:a plats med det ungerska laget

  - 1936 i Prag
    - 3:e plats dubbel med Mária Mednyánszky

- Ungerska mästerskapen - guldmedaljer
  - 1934 – 1:a plats singel, 1:a plats dubbel med Mária Mednyánszky
  - 1936 – 1:a plats dubbel med Mária Mednyánszky